# (7440) Závist
(7440) Závist es un asteroide perteneciente al cinturón de asteroides descubierto por Miloš Tichý el 1 de marzo de 1995 desde el Observatorio Kleť, cerca de České Budějovice, República Checa.

## Designación y nombre
Závist se designó inicialmente como 1995 EA.
Más tarde, en 1999, fue nombrado por la antigua ciudad celta de Závist.

## Características orbitales
Závist orbita a una distancia media del Sol de 2,587 ua, pudiendo acercarse hasta 2,162 ua y alejarse hasta 3,012 ua. Tiene una excentricidad de 0,1643 y una inclinación orbital de 10,97 grados. Emplea 1520 días en completar una órbita alrededor del Sol. El movimiento de Závist sobre el fondo estelar es de 0,2368 grados por día.

## Características físicas
La magnitud absoluta de Závist es 13,3.